# Darrell Roodt
Darrell James Roodt (Johannesburgo, 28 de abril de 1962) es un cineasta sudafricano, reconocido principalmente por su película de 1992 Sarafina!, protagonizada por Whoopi Goldberg. Roodt ha trabajado durante su carrera con otros importantes actores como Patrick Swayze en Father Hood, James Earl Jones en Cry, the Beloved Country y Ice Cube en Dangerous Ground.

## Filmografía

### Como director
- City of Blood (1983)
- Place of Weeping (1986)
- The Stick (1987)
- Tenth of a Second (1987)
- Jobman (1990)
- Sarafina! (1992)
- Father Hood (1993)
- To the Death (1993)
- Cry, the Beloved Country (1995)
- Dangerous Ground (1997)
- Second Skin (2000)
- Witness to a Kill (2001)
- Pavement (2002)
- Sumuru (2003)
- Dracula 3000 (2004)
- Yesterday (2004)[5]
- Faith's Corner (2005)
- Cryptid (2006)
- Number 10 (2006)
- The Lullaby (2017)
- Meisie (2007)
- Prey (2007)
- Ella Blue (2008)
- Zimbabwe (2008)
- Jakhalsdans (2010)[5]
- Winnie Mandela (2011)[5]
- Little One (2012))[5]
- The Little Kings (2012)
- Stilte (2012)[5]
- Room9 (2012)
- Little One (2013)
- Stealing Time (2013)
- Die Ballade Van Robbie de Wee (2013)
- Safari (2013)
- Alles Wat Mal Is (2014)
- Seun: 81457397BG (2014)
- Treurgrond (2015)
- Trouvoete (2015)
- Skorokoro (2016)
- Verskietende Ster (2016)

## Premios y distinciones
Festival Internacional de Cine de Venecia
| Año  | Categoría   | Trabajo nominado | Resultado |
| ---- | ----------- | ---------------- | --------- |
| 2004 | Premio EIUC | Yesterday        | Ganador   |